# أدولف غالاند
الجنرال أدولف جوزيف فرديناند جالاند (19 مارس 1912 - 9 فبراير 1996) طيار ألماني مقاتل خدم في الحرب العالمية الثانية. ادى مهاما ب 705 مهمة قتالية، وحارب على الجبهة الغربية وفي الدفاع عن الرايخ. نجا في اربع مناسبات متتالية من نيران العدو لطائرته، وكان له الفضل بانجاز وتحقيق 104 انتصارا جويا، كلها ضد الحلفاء الغربيين.
ولد في وستهولت (الآن هرتن)، وكان طيارا للطائرات الشراعية في شبابه، انضم إلى الدفاع الامبراطوري أيام عهد جمهورية فايمار في عام 1932. في عام 1937، خلال الحرب الأهلية الإسبانية، تطوع لفيلق كوندور وحلقت البعثات في هجوم بري في دعم القوميين الفلانخيين للقتال بجانب الرئيس الأسباني فرانسيسكو فرانكو. بعد انتهاء الحرب الأسبانية عمل غالان بكتابة مذهبه والتحدث عن التقنية ونشر كتيبات عن تجربته وعمل مدرسا لتدريس عمليات وتقنيات الهجوم الارضي. عند اندلاع الحرب العالمية الثانية طار مرة أخرى في بعثات هجوم بري بعد أن أقنع رؤسائه في السماح له ليصبح طيارا مقاتلا.

## التدرج في سلاح الجو (لوفتفافه)
في عام 1933 صدر أمر لغالان إلى اجتماع في برلين باعتباره واحدا من 12 طيارا مدنيا ضمن 70 طيارا جاءوا من برامج سرية، لمقابلة هيرمان غورينغ لأول مرة. أعجب غالان بهيرمان وبمهاراته القيادية. في يوليو 1933 سافر غالان إلى إيطاليا للتدريب بجانب سلاح الجو الملكي الإيطالي. في البداية تم التعامل مع الألمان على أنهم أقل شأنا من قبل الإيطاليين، ولكن غالان اثبت لهم عكس ذلك بقيادته للطائرات وعمل بعض المناورات الجريئة على مستوى منخفض، حاز بها احترام مضيفيهم للوحدة الألمانية.

## روابط خارجية
- أدولف غالاند على موقع الموسوعة البريطانية (الإنجليزية)
- أدولف غالاند على موقع مونزينجر (الألمانية)